# Wupper-Lippe-Express
| Bundesland (D): | Nordrhein-Westfalen |                              |                              |
| Auftraggeber: | VRR                 |                              |                              |
| Betreiber: | DB Regio NRW        |                              |                              |
| Verlauf |                     |                              |                              |
| \| \| 0 \| Wesel \| Wesel \| \| \| 3 \| Friedrichsfeld (Niederrhein) \| Friedrichsfeld (Niederrhein) \| \| \| 7 \| Voerde (Niederrhein) \| Voerde (Niederrhein) \| \| \| 12 \| Dinslaken \| Dinslaken \| \| \| 16 \| Oberhausen-Holten \| Oberhausen-Holten \| \| \| 20 \| Oberhausen-Sterkrade \| Oberhausen-Sterkrade \| \| \| 26 \| Oberhausen Hbf \| ICE, IC \| \| \| 33 \| Mülheim an der Ruhr-Styrum \| Mülheim an der Ruhr-Styrum \| \| \| 37 \| Mülheim an der Ruhr Hbf \| ICE, IC \| \| \| 43 \| Essen West \| Essen West \| \| \| 45 \| Essen Hbf \| ICE, IC, THA, FLX \| \| \| 51 \| Essen-Steele \| Essen-Steele \| \| \| 58 \| Essen-Kupferdreh \| Essen-Kupferdreh \| \| \| 66 \| Velbert-Langenberg \| Velbert-Langenberg \| \| \| 71 \| Velbert-Neviges \| Velbert-Neviges \| \| \| 79 \| Wuppertal-Vohwinkel \| Wuppertal-Vohwinkel \| \| \| 86 \| Wuppertal Hbf \| ICE, IC \| |                     |                              |                              |
| Haltepunkte: | 17                  |                              |                              |
| technische Details |                     |                              |                              |
| Triebwagen: | Flirt 3XL           |                              |                              |
| Höchstgeschwindigkeit: | 160 km/h            |                              |                              |
| Kopfbahnhof Streckenanfang | 0                   | Wesel                        | Wesel                        |
| Haltepunkt / Haltestelle | 3                   | Friedrichsfeld (Niederrhein) | Friedrichsfeld (Niederrhein) |
| Haltepunkt / Haltestelle | 7                   | Voerde (Niederrhein)         | Voerde (Niederrhein)         |
| Bahnhof | 12                  | Dinslaken                    | Dinslaken                    |
| Haltepunkt / Haltestelle | 16                  | Oberhausen-Holten            | Oberhausen-Holten            |
| Bahnhof | 20                  | Oberhausen-Sterkrade         | Oberhausen-Sterkrade         |
| Bahnhof mit S-Bahn-Halt | 26                  | Oberhausen Hbf               | ICE, IC                      |
| | 33                  | Mülheim an der Ruhr-Styrum   | Mülheim an der Ruhr-Styrum   |
| Bahnhof mit S-Bahn-Halt | 37                  | Mülheim an der Ruhr Hbf      | ICE, IC                      |
| | 43                  | Essen West                   | Essen West                   |
| Bahnhof mit S-Bahn-Halt | 45                  | Essen Hbf                    | ICE, IC, THA, FLX            |
| | 51                  | Essen-Steele                 | Essen-Steele                 |
| | 58                  | Essen-Kupferdreh             | Essen-Kupferdreh             |
| | 66                  | Velbert-Langenberg           | Velbert-Langenberg           |
| | 71                  | Velbert-Neviges              | Velbert-Neviges              |
| Bahnhof mit S-Bahn-Halt | 79                  | Wuppertal-Vohwinkel          | Wuppertal-Vohwinkel          |
| | 86                  | Wuppertal Hbf                | ICE, IC                      |

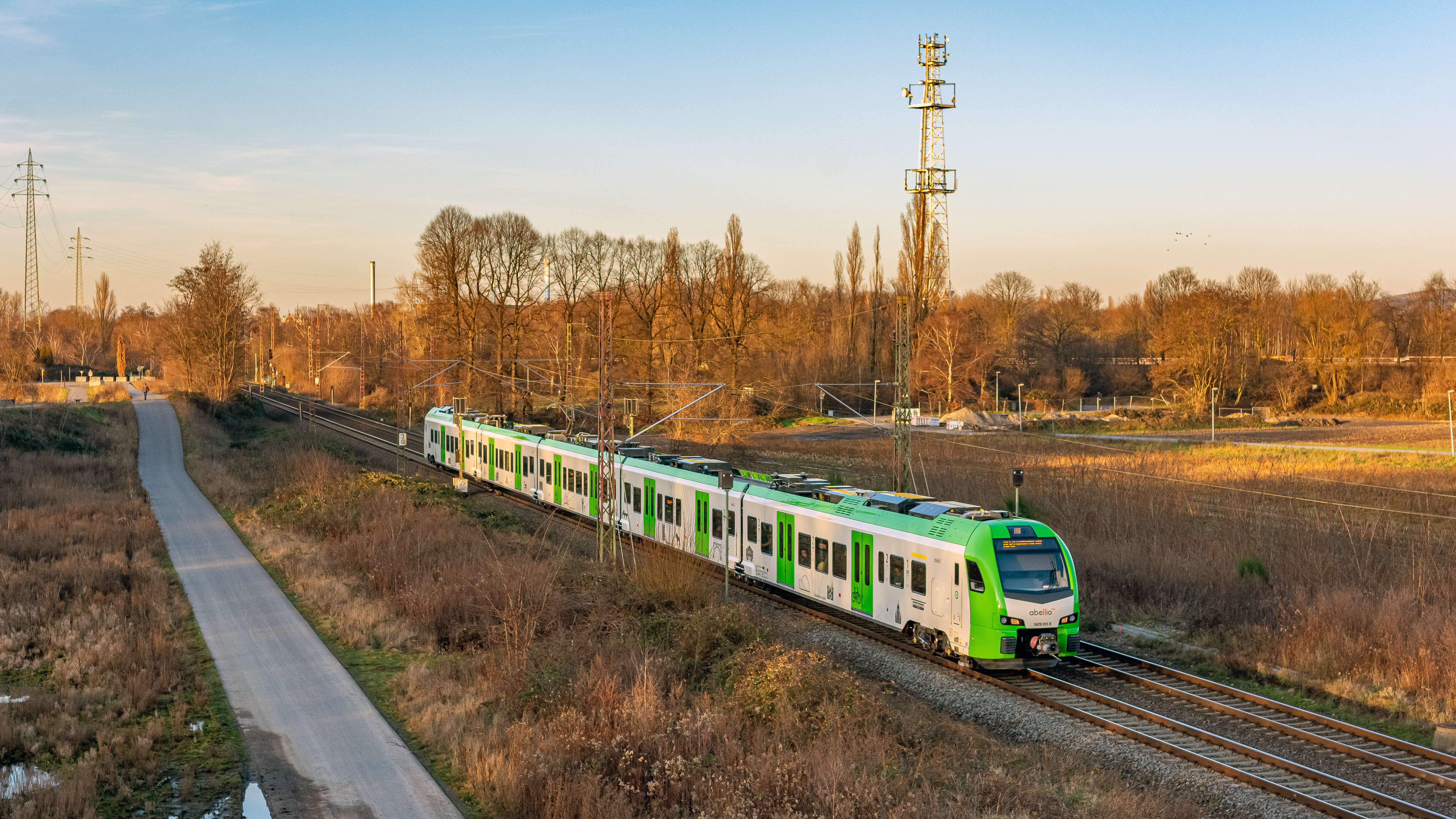
Der Wupper-Lippe-Express in Oberhausen-Sterkrade

Der Wupper-Lippe-Express (RE 49) ist eine dem S-Bahn Rhein-Ruhr-Netz zugehörige stündlich verkehrende Regional-Express-Linie in Nordrhein-Westfalen. Sie verbindet Wesel an der Lippe über Oberhausen und Essen mit Wuppertal an der Wupper.
Die Linie wird im Auftrag des VRR seit dem 1. Februar 2022 von DB Regio NRW betrieben. Zuvor wurde die Linie von der inzwischen insolventen Abellio Rail NRW betrieben. Im Rahmen eines Übergangsfahrplanes war der RE 49 allerdings vom 10. Januar bis September 2022 eingestellt.

## Geschichte
Die Linie RE 49 wurde mit dem Fahrplanwechsel zum 15. Dezember 2019 eingeführt. Die Grundlage zur Schaffung dieser Linie geht auf die Taktumstellung der S-Bahn-Linien 2019 zurück. Die Verbindung ist aus der Beobachtung heraus entstanden, dass in Oberhausen die Umsteigebeziehung zwischen der Linie S 3 aus Richtung Essen und den Linien RE 5, RE 19 und RB 35 Richtung Wesel die am stärksten genutzte innerhalb des VRR ist und in dieser Relation vor Einführung des Wupper-Lippe-Expresses keine Direktverbindung bestand. Zusätzlich wurde im Rahmen einer Studie ermittelt, dass sich durch die Ausdünnung der S-Bahn-Taktfrequenzen auf den teilweise parallelen Linien S 3 und S 9 bei gleichzeitiger Einführung eines Expressangebotes eine positivere Nachfrageprognose ergibt. Bereits vor der Ertüchtigung der Bahnstrecke Wuppertal–Essen zur S-Bahnstrecke setzte sich die Initiative S9-Plus für eine schnelle Nahverkehrsverbindung mit komfortablen Fahrzeugen zwischen Wuppertal und Essen ein. Ursprünglich war für diese langjährig im Voraus geplante Umstellung vorgesehen, dass alle Städte der Metropolregion Rhein-Ruhr von S-Bahnen angefahren werden. Diese Idee wurde jedoch in der Planungsphase verworfen.
Die Linie RE 49 ersetzt die Emscher-Niederrhein-Bahn (RB 35) im Abschnitt Wesel–Oberhausen und verbindet den Nordast der S 3 mit dem Südast der S 9 in Essen Hauptbahnhof.
Aufgrund der Insolvenz der Eisenbahngesellschaft Abellio Rail NRW wurde das Netz, zu dem die Linie gehört, per Notvergabe an die DB Regio NRW vergeben. Diese übernahm den Betrieb ab dem 1. Februar 2022.

## Angebot
Die Linie verkehrt nur montags bis freitags zwischen 5 und 19 Uhr. Zu einem späteren Zeitpunkt ist eine Ausdehnung der Betriebszeiten angedacht. Zusammen mit dem Rhein-Express (RE 5 (RRX)) und dem Rhein-IJssel-Express (RE 19) wird so von Montag bis Freitag auf dem Abschnitt Wesel–Oberhausen ein 20-Minuten-Takt angeboten. Der Abschnitt von Oberhausen bis Essen erhält zusammen mit der S 3 ebenfalls eine Zugfrequenz von drei Verbindungen je Stunde. Gleiches gilt auf der S 9 zwischen Essen und Wuppertal. Auf diesen Linienästen wird so zum 30-Minuten-Takt von S 3 und S 9 eine stündliche Verbindung hinzugefügt, die jedoch nicht an allen Bahnhöfen hält.

## Fahrzeuge
Auf der Linie kommen Fahrzeuge vom Typ Stadler Flirt 3XL im unternehmensneutralen VRR-Design zum Einsatz. Der VRR erwarb für die Linien S 2, S 3, S 9, S 28, RB 32, RB 40 und RE 49 insgesamt 41 Triebwagen dieses Typs.
Für die Instandhaltung der Fahrzeuge hat der VRR den Hersteller Stadler beauftragt. Die Fahrzeuge werden in einer Werkstatt auf dem Gelände der ehemaligen Zeche Shamrock in Herne gewartet.

## Zuglauf
Der Regional-Express befährt folgende Bahnstrecken:
- Bahnstrecke Düsseldorf–Elberfeld von Wuppertal Hbf bis Wuppertal-Vohwinkel
- Bahnstrecke Wuppertal-Vohwinkel–Essen-Überruhr von Wuppertal-Vohwinkel bis Essen
- Bahnstrecke Witten/Dortmund–Oberhausen/Duisburg von Essen bis Oberhausen
- Bahnstrecke Oberhausen–Arnhem von Oberhausen bis Wesel